# Legal opinion
Een Legal Opinion is een vaststelling van de juridische situatie met betrekking tot een situatie, vennootschap of transactie.
Legal Opinions worden vaak afgegeven door (grotere) advocatenkantoren. Meestal zijn de klanten die hierom vragen buitenlandse bedrijven die geen kennis hebben van het lokale recht. Zij hebben daarom een beeld nodig van de juridische situatie, op basis waarvan zij hun beleid kunnen bepalen. Zij willen, kortom, zekerheid. Over het algemeen zijn slechts partners binnen een advocatenkantoor bevoegd tot het afgeven van een legal opinion. Het kan om uiteenlopende juridische vragen gaan, waarvan de antwoorden vaak gecombineerd worden in één legal opinion:
- Is vennootschap X "in good standing"?
- Zijn meneer X en meneer Y wel directeuren en hebben ze vertegenwoordigingsbevoegdheid voor de transactie?
- Voldoet X aan de milieu-eisen?
- Zijn er nog arbeidsrechtelijke claims?
- Is de vennootschap verwikkeld in een juridische procedure of geschil?
- Is er faillissement of surseance aangevraagd?

Advocaten moeten echter goed in de gaten houden waarover ze adviseren. Zo mag een Nederlandse advocaat slechts uitspraken doen over Nederlands recht, aangezien hij dat heeft gestudeerd. De stukken van de Kamer van Koophandel kunnen bovendien verouderd zijn. Ook kan een faillissement net een dag van tevoren zijn aangevraagd en nog niet verwerkt zijn. Of het kan een uur nà het afgeven van de Legal Opinion aangevraagd zijn (faillissementen hebben terugwerkende kracht tot afgelopen middernacht). Advocaten zullen dus zeer veel voorbehouden moeten maken omdat ze anders aansprakelijk kunnen worden gesteld door een klant die op een fout advies afgegaan is.
De meeste grotere kantoren geven jaarlijks tientallen tot honderden Legal Opinions af.

## Amerikaans recht
In het Amerikaanse recht wordt vaak verwezen naar precedenten, eerdere rechtszaken waar vergelijkbare vraagstukken voorlagen; dit wordt "case law" genoemd. Maar vrijwel geen enkele situatie in een rechtszaak is volledig gelijk aan een andere. Om die reden wordt, voorafgaand aan de feitelijke rechtszaak, vaak een soort vooronderzoek gedaan van eerdere, vergelijkbare situaties. In dat vooronderzoek worden vaak diverse rechtszaken met elkaar vergeleken en wordt op basis daarvan een voorspelling gedaan van de afloop van de voorliggende zaak. Het document dat de analyse bevat, wordt ook "legal opinion" genoemd. Op basis van een dergelijk document kan een partij besluiten al dan niet een rechtszaak aan te spannen; het is vaak ook een troef in de onderhandeling met de wederpartij.
Ook de motivatie van een uitspraak door een rechter wordt "legal opinion" genoemd. Dit is vooral gebruikelijk wanneer de uitspraak een nieuwe interpretatie van de wet bevat of een hof meerdere rechters heeft en één of enkelen daarvan een afwijkend oordeel ("dissenting opinion") over de zaak hadden.

## Europees recht
Naar aanleiding van de finale onderhandelingen over het CETA-handelsverdrag met Canada werd meermaals een legal opinion gevraagd. Zo vroeg de Canadese milieugroep The Council of Canadians in september 2016 een legal opinion aan over de waarde van een door de Europese Commissie voorgestelde aanvullende verklaring bij het verdrag. De opinie oordeelde negatief. Ook het Europees Parlement vroeg een legal opinion aan zijn juridische dienst, met de vraag of het Hof voor investeringsgeschillen (ICS), zoals voorzien in het CETA-handelsverdrag, in overeenstemming was met het Europees Recht. De opinie, gepubliceerd op 5  september 2016 besloot van wel, maar dit werd betwist door juristen van de NGO ClientEarth, die het Europees Parlement of een lidstaat voorstellen een legal opinion te vragen aan het Hof van Justitie, op grond van artikel 218-11 van het Verdrag van Lissabon.